# Slag bij Cascina (Michelangelo)
De Slag bij Cascina (Italiaans: Battaglia di Cascina) is een nooit voltooid kunstwerk van de kunstschilder Michelangelo in opdracht van het Palazzo Vecchio in Florence, Italië. Hij maakte alleen de voorbereidende schetsen en illustraties voordat hij door paus Julius II naar Rome werd geroepen, waar hij vervolgens moest werken aan het graf van de paus, een sculpturaal en architectonisch ensemble.

## Oorsprong
Piero Soderini, een belangrijk politicus van de Florentijnse Republiek, kwam op het idee om de grote zaal in Palazzo Vecchio te laten decoreren. Naast Leonardo da Vinci, die de opdracht kreeg om de Slag bij Anghiari (Battaglia di Anghiari) uit te beelden, benaderde hij ook Michelangelo. Op twee tegenover elkaar liggende muren zouden de twee veldslagen en middeleeuwse Florentijnse overwinningen worden geschilderd.
De slag bij Cascina werd op 28 juli 1364 uitgevochten tussen de troepen van Florence en Pisa, wat resulteerde in de overwinning van eerstgenoemde. Duizend Pisanen werden gedood en tweehonderd meer werden gevangen genomen.

## Omschrijving
Michelangelo voltooide het schilderij nooit, maar maakte wel een volledige cartone van de compositie. Een cartone is een tekening op volledig formaat, gemaakt op stevig papier als modello (een voorbereidende studie) voor bijvoorbeeld een schilderij. De cartone werd gekopieerd door verschillende kunstenaars, waarvan de meest opvallende nog bestaande kopie door Michelangelo's leerling Bastiano da Sangallo. Sommige voorbereidende tekeningen van Michelangelo zijn ook bewaard gebleven, samen met afdrukken van een deel van de scène door Marcantonio Raimondi. Volgens Michelangelo's biograaf Giorgio Vasari werd het origineel opzettelijk versneden.
De scène die Michelangelo afbeeldde speelt zich af aan het begin van de slag, toen het Florentijnse leger aanvankelijk werd verrast bij de aanval door de Pisanen. De soldaten klimmen naakt uit de rivier, reagerend op de trompetwaarschuwing voor de aanval van Pisa. Als de soldaten vervolgens hun wapenrusting aandoen, worden ze bedreigd door schoten van de Pisanen. Verschillende soldaten kijken of wijzen naar links. Eén soldaat is blijkbaar geraakt en terug in de rivier gevallen, terwijl anderen in actie komen. Door deze scène te kiezen, kon Michelangelo zijn favoriete onderwerp verbeelden: de naakte mannelijke figuur in verschillende houdingen.

## De voorbereidende studie
Michelangelo's voorbereidende studie van de Slag bij Cascina.

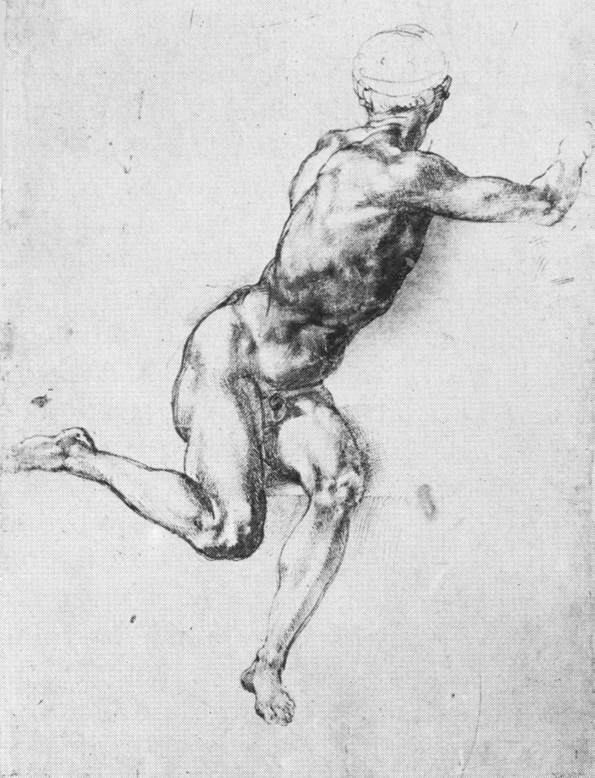
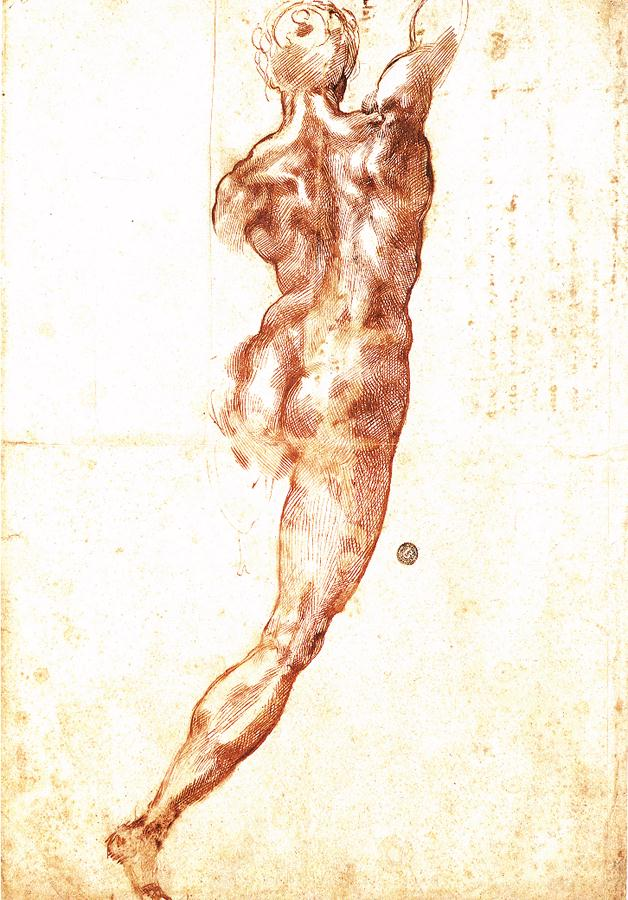
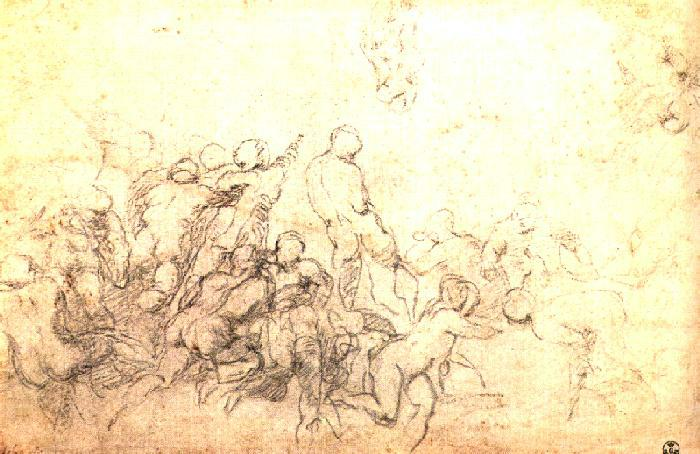
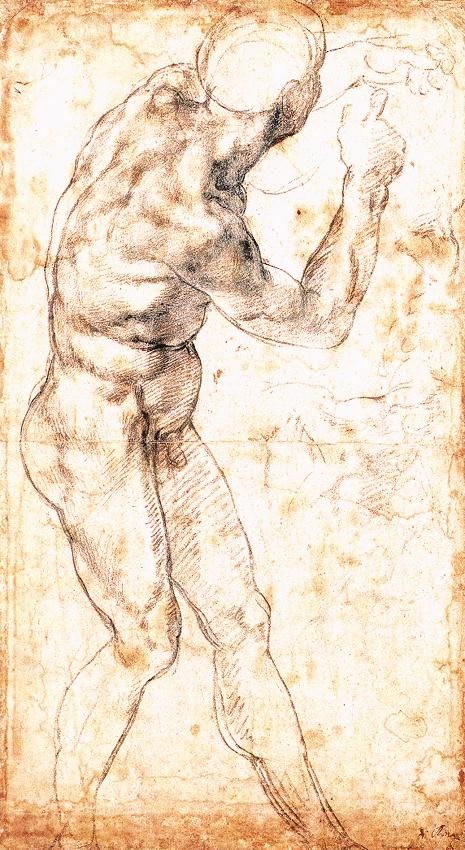
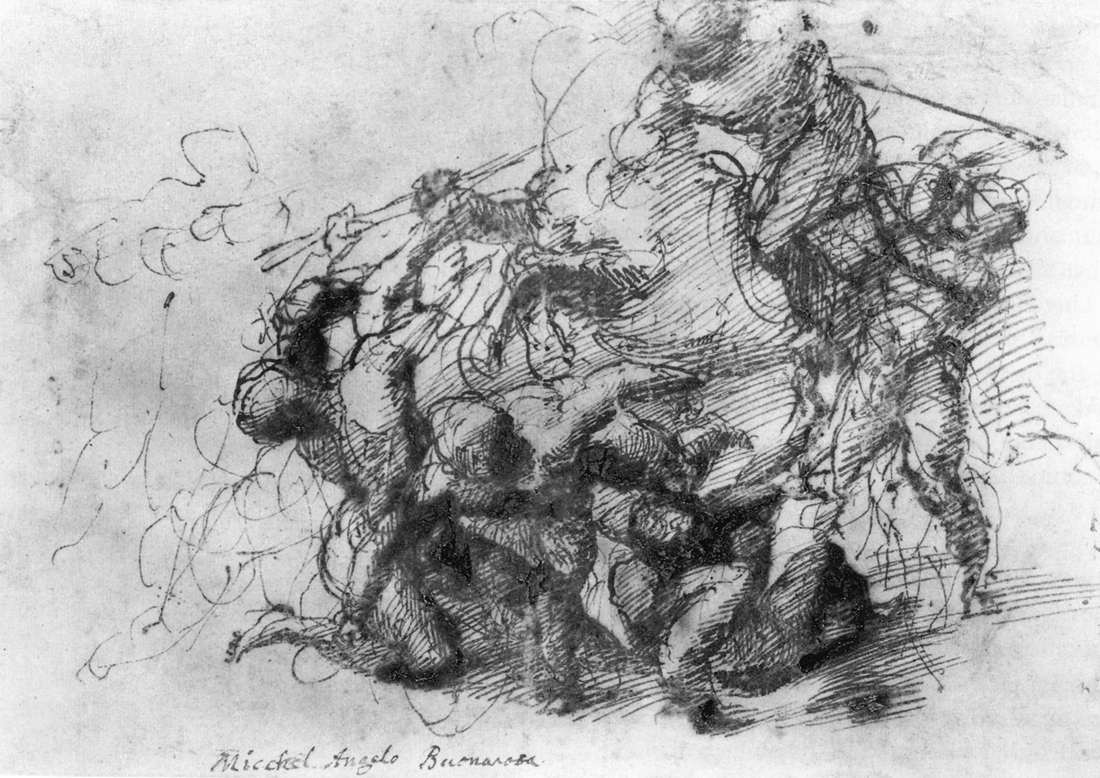
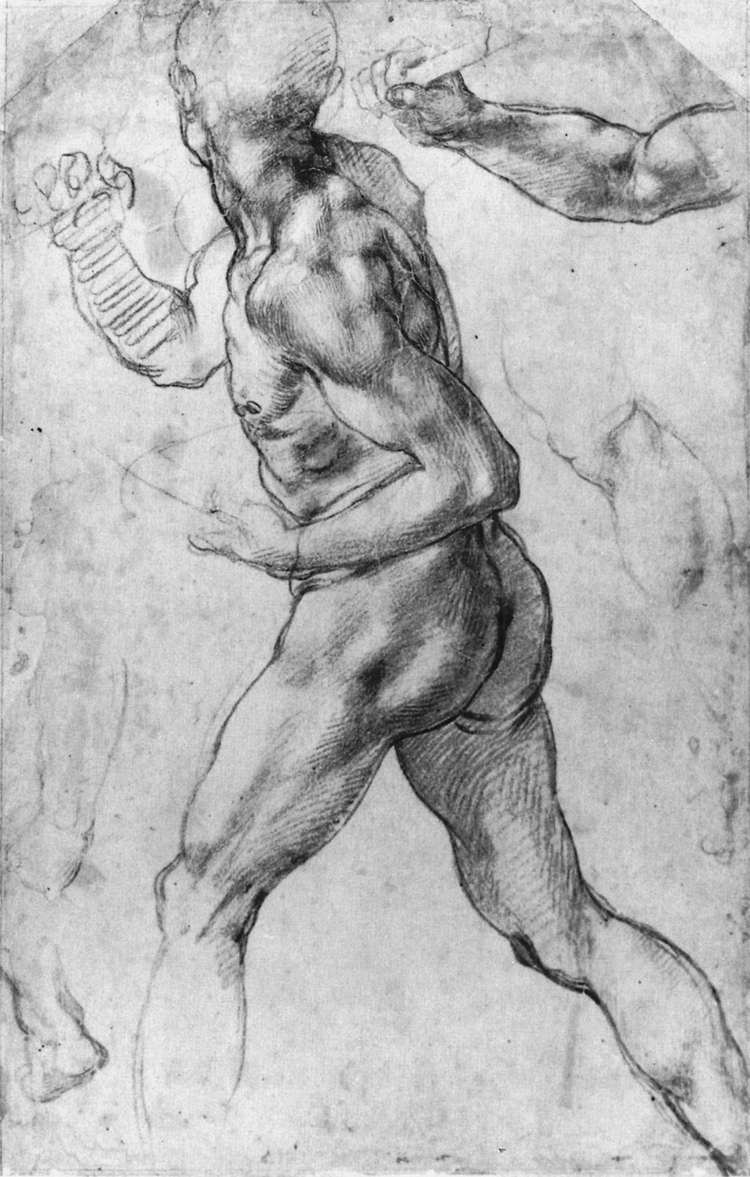